# Kanton Brest-Recouvrance
Kanton Brest-Recouvrance (fr. Canton de Brest-Recouvrance) je francouzský kanton v departementu Finistère v regionu Bretaň. Skládá se z části města Brest.